# Gerhard Rønne
Gerhard Peder Rønne (født 6. marts 1879 i København, død 12. maj 1955 i København) var en dansk arkitekt, der arbejdede i perioderne med Bedre Byggeskik, nyklassicisme og funktionalisme. Han var arkitekt for Dansk Shell og haans hovedværk, Shellhuset, blev ødelagt ved bombningen 1945.
Gerhard Rønne var søn af snedkermester Niels Christian Rønne og Augusta Marietta Andrea Jeppesen. Han blev snedkersvend, dimitteredes fra Teknisk Skole 1899 og gik på Kunstakademiet, hvorfra han tog afgang 1907. Han var undervejs ansat hos Albert Jensen, H.B. Storck, Carl Brummer og hos Stadsarkitekten i København. Rønne etablerede egen tegnestue i 1916 og fik mange opgaver for særligt industrien.
Han var en ivrig sejler, designede flere lystbåde og fik 1941 Kongelig Dansk Yachtklubs fortjenstmedalje i guld.
Han blev gift 11. maj 1911 i København med Inis Jensen (9. juli 1890 smst. – 29. marts 1984), datter af grosserer William Albertus Jensen og Emma Christine Johanne Frederiksen. Han er begravet på Vestre Kirkegård.

## Værker
- Sejlbåden Runa (1909, sammen med ingeniør Knud Degn)[2]
- Villa Østerlide, Højbjergvej, Øverød (1911)
- Rekreationshjem for syersker, Rundforbivej, Nærum (1911)
- Elektricitetsværk i Bandholm (1911)
- Elektricitetsværk i Frederikssund (1914)
- Hoved- og avlsbygninger til Sjælsølund, Hørsholm (1915, nu privateje)
- Københavns Flydedok og Skibsværfts økonomibygning, Krøyers Plads, Christianshavn, København (1916, nedrevet)
- Avls- og funktionærbygninger m.fl. på Knuthenborg (1916-39)
- Toldkammerbygning, Bandholm (1917)
- Baltica-værftet, København (1918, nedrevet)
- Restaurering af hovedbygning på Eriksdals gods, Skåne (1918)
- Villa, Egebjerg Allé 9, Hellerup (1918, præmieret af Gentofte Kommune)
- Sparekassen, Svaneke (1920)
- Vandtårn, Frederikshavn (1921)
- Toldkammerbygning, Gråsten (1922)
- Krügers Tapetfabrik, Kirkegårdsvej 25, Amagerbro, København (1922)
- Dansk Filtvarefabrik, Titangade 6, Nørrebro, København (1924)
- Shellhuset, Vester Farimagsgade/Kampmannsgade, København (1932, totalt ødelagt 1945 efter bombardement, ny bygning rejst 1950-51 ved Vilhelm Lauritzen)
- Tankstation, Shell Benzin Co., Godthåbsvej/Bellisvej, København (1932)[3]
- E. Nobels Tobaksfabrik, nu Christianshavns Gymnasium, Prinsessegade 62, Christianshavn, København (1938)
- Dansk Shells anlæg ved Prøvestenshavnen, København (1939-49)
- Dansk Shells anlæg i Fredericia (1949-51, sammen med Hans Christensen)

## Skibe
Sejlbåde som Gerhard Rønne tegnede:
- Runa (1909/1910)
- Ran II (1910)
- Runa III (1912)
- Runi/Maisie (1912)
- Ehly (1918)
- Runa IV (1918)
- Runa V (1920)
- Runa VI (1927)
- Frigg/Vita II (1936)